# ديدييه هنرييت
ديدييه هنرييت (بالفرنسية: Didier Henriette)‏ هو دراج فرنسي، ولد في 6 ديسمبر 1985 في سان بينوا في فرنسا.

## وصلات خارجية
- ديدييه هنرييت على موقع أرشيف الدراجات (الإنجليزية)